# Mao-iong
Mao-iong o Mao-yang o Mao-iang (també apareixen els tres noms sense guió) és un estat del grup dels estats Khasis a Meghalaya a les muntanyes Khasi. Tenia una població el 1881 de 1.651 habitants i el 1901 de 1.856. El seu cap portava el títol de siem i el 1881 es deia U Jit Singh. S'hi explotaven algunes pedreres. Els ingressos s'estimaven en 300 rúpies. La capital era Mao-iang. El prefix "mao" vol dir "pedra" i està en molts noms geogràfics khasis.